# Hemmersbach (Unternehmen)
Hemmersbach ist eine international als IT-Dienstleister tätige deutsche Unternehmensgruppe mit Sitz in Nürnberg, die auf Device as a Service (DaaS) spezialisiert ist. Device as a Service kombiniert Hardware, Software, Lifecycle-Services und deren Finanzierung in einem einzigen Vertrag mit einer Gebühr pro Gerät (pay per use). Hemmersbach arbeitet ausschließlich für IT-Outsourcing-Unternehmen und IT-Hersteller.
Die Hemmersbach-Gruppe konsolidiert zwei Teilkonzerne, jenen der Hemmersbach Worldwide GmbH und den der Hemmersbach Holding GmbH.

## Geschichte
Nach seinem Abitur 1996 wurde Ralph Koczwara als Dienstleister für die IT Industrie in Süddeutschland tätig.
Im Jahr 2000 kaufte er die Marke Hemmersbach, um IT-Dienstleistungen deutschlandweit anbieten zu können.
2007 wurde die erste Länderniederlassung in Breslau, Polen eröffnet. 2015 hatte das Unternehmen Beteiligungen an mehr als 40 Auslandskapitalgesellschaften.
Der Hemmersbach-Konzern besteht (Stand Dezember 2021) aus 47 Kapitalgesellschaften, wobei die Beteiligungsquote bei 34 Gesellschaften 100 % beträgt.
Das Unternehmen ist Initiator der Hemmersbach Rhino Force, eine direkte Aktion, um Nashörner in Afrika vor dem Aussterben zu schützen. Hemmersbach wurde in Vergangenheit mehrfach im Rahmen von „Bayerns Best 50“ als eines der wachstumsstärksten Unternehmen in Bayern ausgezeichnet.